# Tabakquartier Bremen

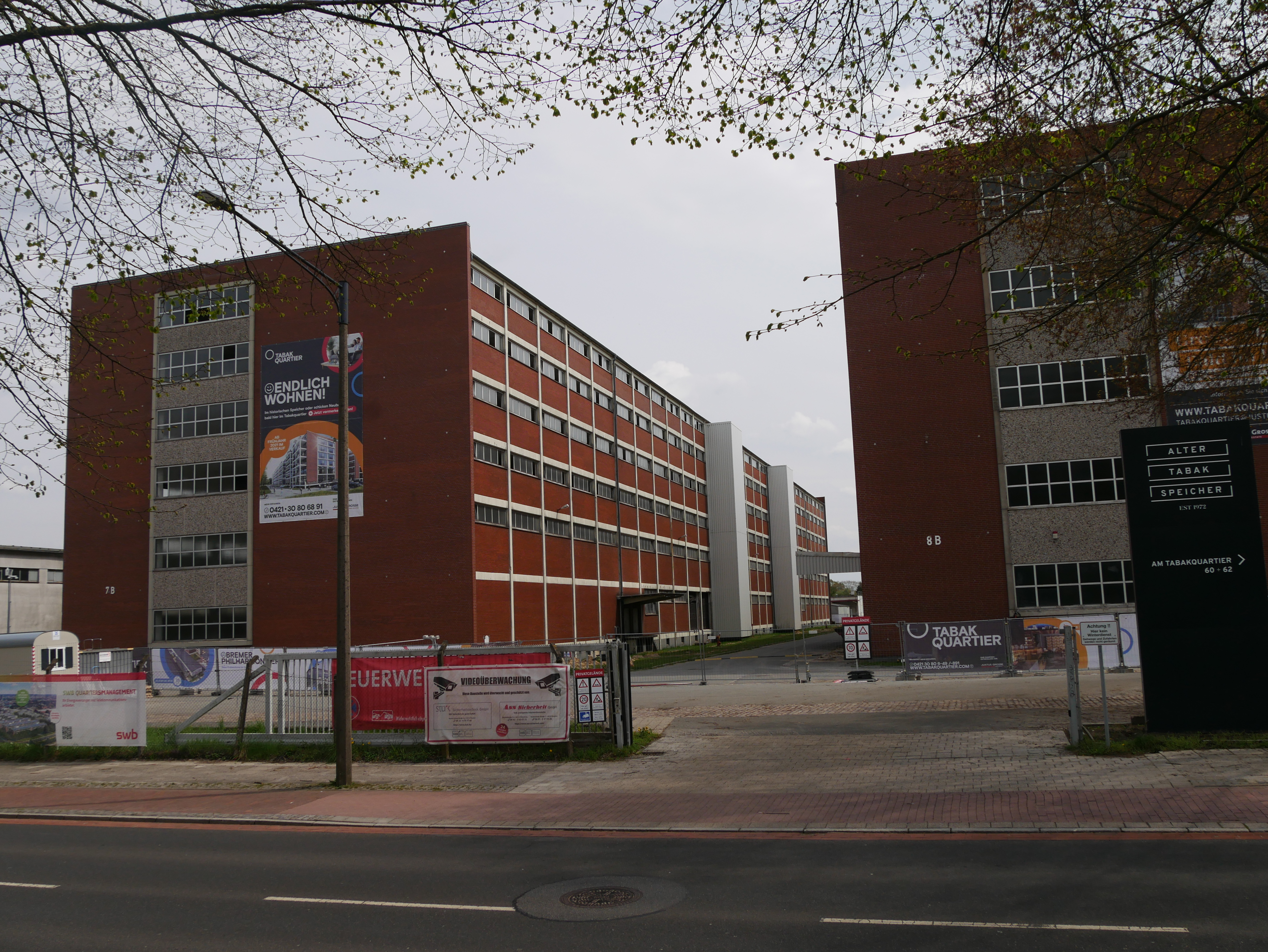
Nordseite

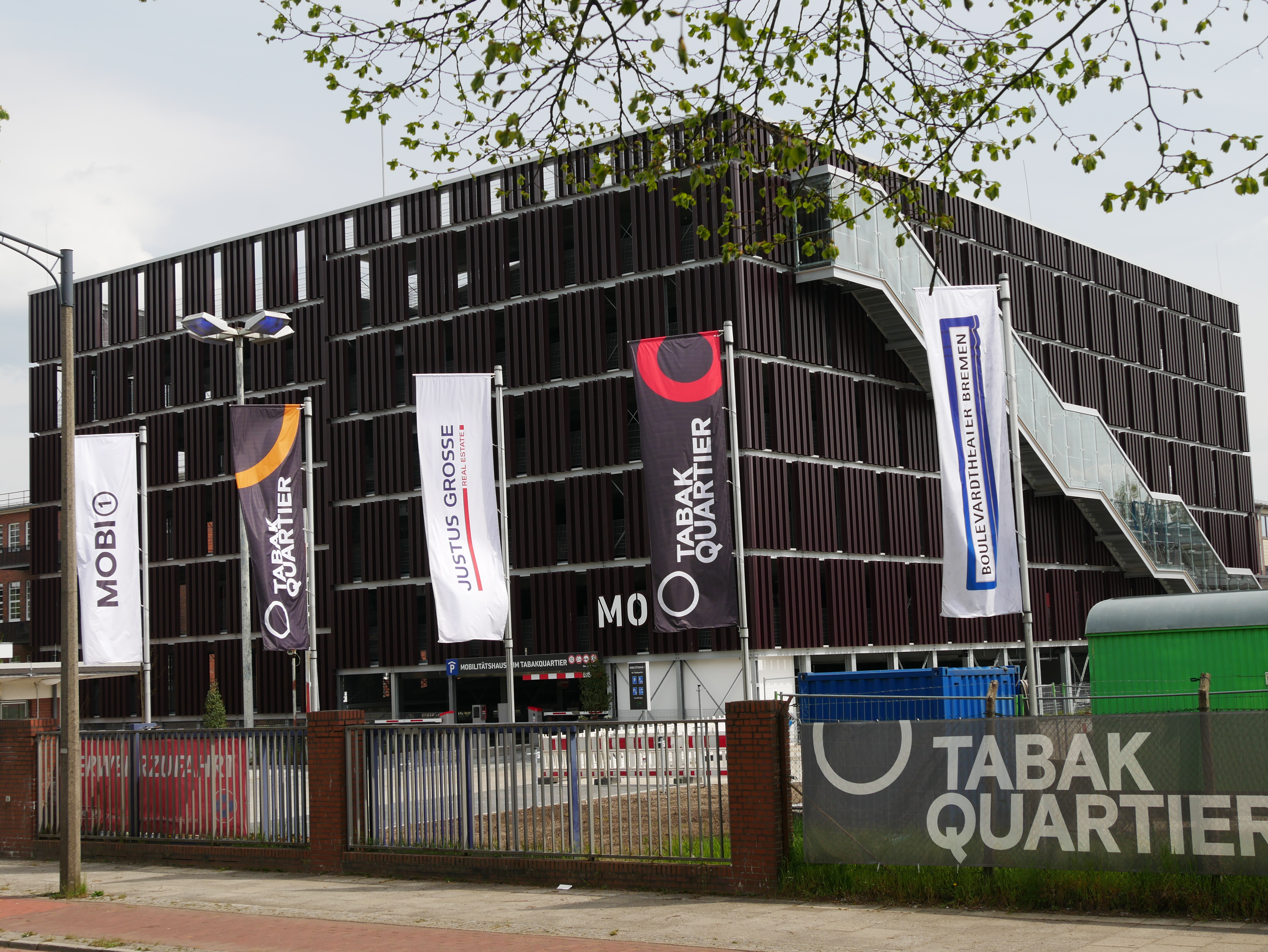
Hochgarage Mobi 1, 2021

Das Tabakquartier Bremen ist ein Quartier in Bremen, Stadtteil Woltmershausen, umgeben von den Straßen Am Tabakquartier, Hermann-Ritter-Straße, Am Gaswerkgraben und Senator-Apelt-Straße. Es ist eines der größten Stadtentwicklungsprojekte Bremens. Einige Gebäude stehen unter Bremer Denkmalschutz.

## Geschichte
1813 gründete der Kaufmann Nicolaus Wilkens eine Tabakhandlung in der Altstadt. Daraus wurde 1878 das Unternehmen Martin Brinkmann. 1910 ließ die Firma eine neue Fabrik in Woltmershausen im Gewerbegebiet am Gaswerk errichten. Brinkmann gehörte zu den erfolgreichsten Bremer Wirtschaftsunternehmen im 20. Jahrhundert. Die Industriebauten mit der Fabrik der Martin Brinkmann AG von 1937, 1941/43, Zigarettenfabrik (1961/67), Kraftwerk und Kesselhaus (1952, 1962, 1971) sowie Lagerhalle und Fasslager (1949) wurden von Fritz Strohecker und ab 1949 von seinem Neffen Kurt Strohecker geplant. Diese Häuser sind denkmalgeschützt. Um 1936 waren hier 6000 Mitarbeiter tätig. 1957 und 1984 wurden Teile des Unternehmens nach Berlin verlegt; nur noch 100 Mitarbeiter waren in Bremen tätig.

## Neuentwicklungen

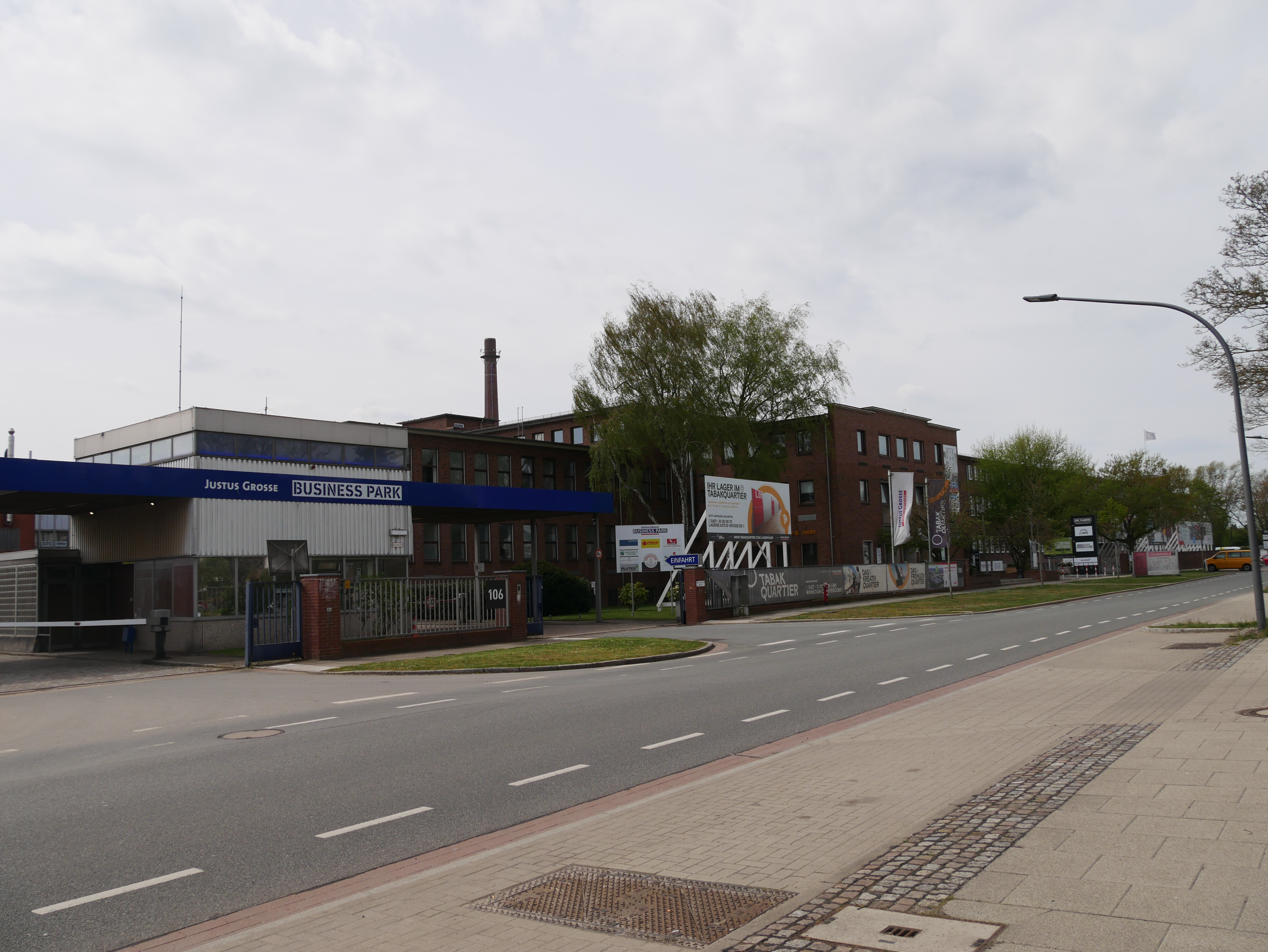
Nordostecke Hermann-Ritter-Straße (2021)

Die zunehmend freigewordenen Gebäude im Quartier wurden in den 2000/2010er Jahren vermietet u. a. als Lager-, Logistik-, Produktions- und Büroflächen. Große Leerstände im Areal traten jedoch mit der Zeit ein.
2018 erwarb das Bremer Immobilienunternehmen Justus Grosse unter Führung von Joachim J. Linnemann die ca. 20 Hektar große Fläche. Das Unternehmen will im Quartier bis 2024 Wohnungen, Gewerbeflächen und Freizeiteinrichtungen errichten bzw. Gebäude sanieren und umbauen.
Ein Blockheizwerk und Photovoltaikanlagen sorgen für die Energie.

### Wohnen

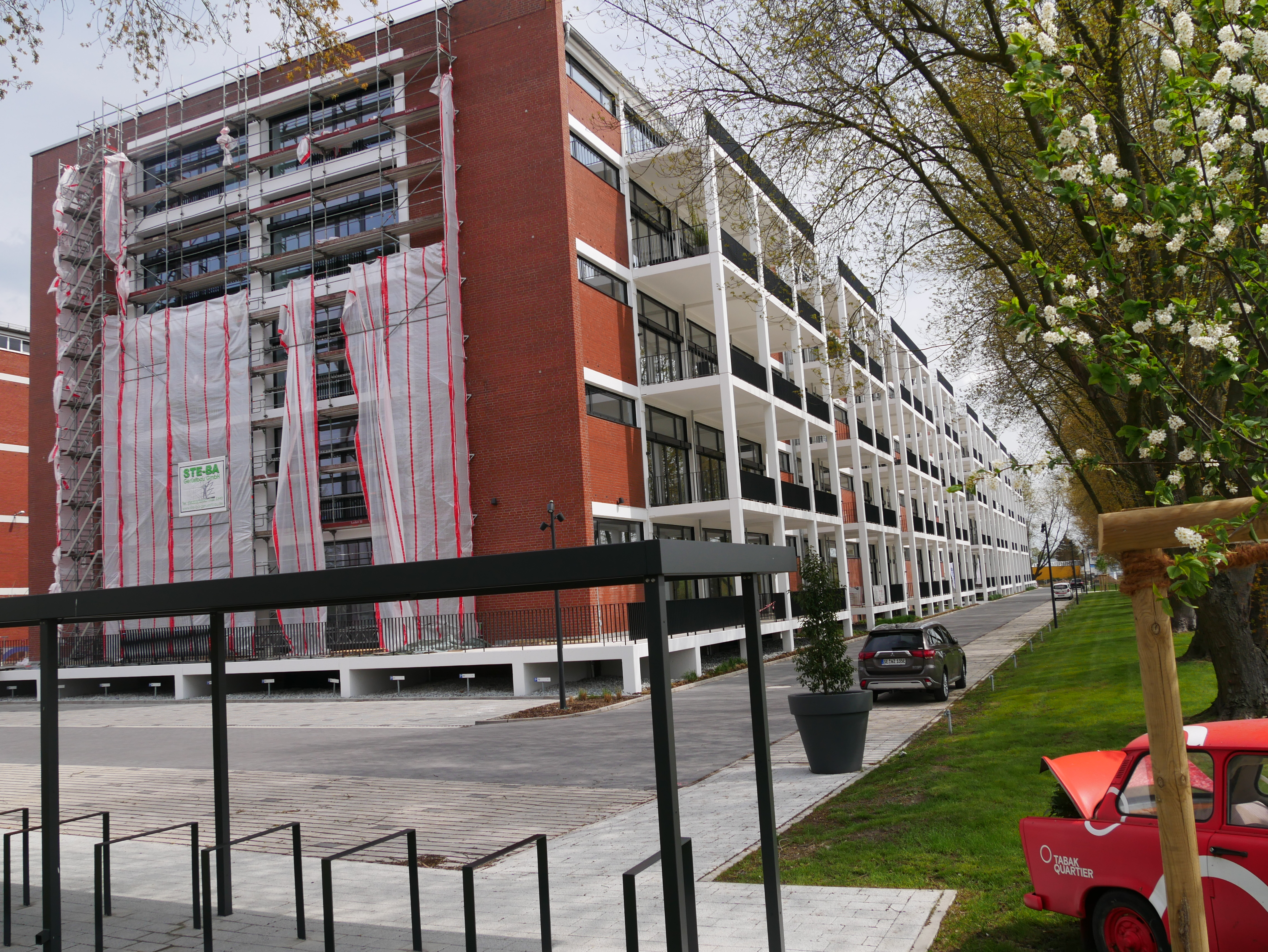
Bürogebäude an der Senator-Apelt-Straße (2021)

Justus Grosse will bis 2024 über 1500 Wohnungen mit einem Investivoloumen von rund 700 Mio. Euro im Tabakquartier realisieren:
- Speicherlofts in einem ehemaligen Tabakspeicher mit 222 Wohnlofts; Planer u. a. Architekturbüro Kauert und König (bis 2023)
- Die TQ Studios in zwei ehemaligen Tabakhallen mit 194 Wohnungen (bis 2025)
- Vier- und fünfgeschossige Wohnungsneubauten an der Straße Am Gaswerkgraben mit 30 % sozial gebundenen Wohnungen.

### Arbeiten

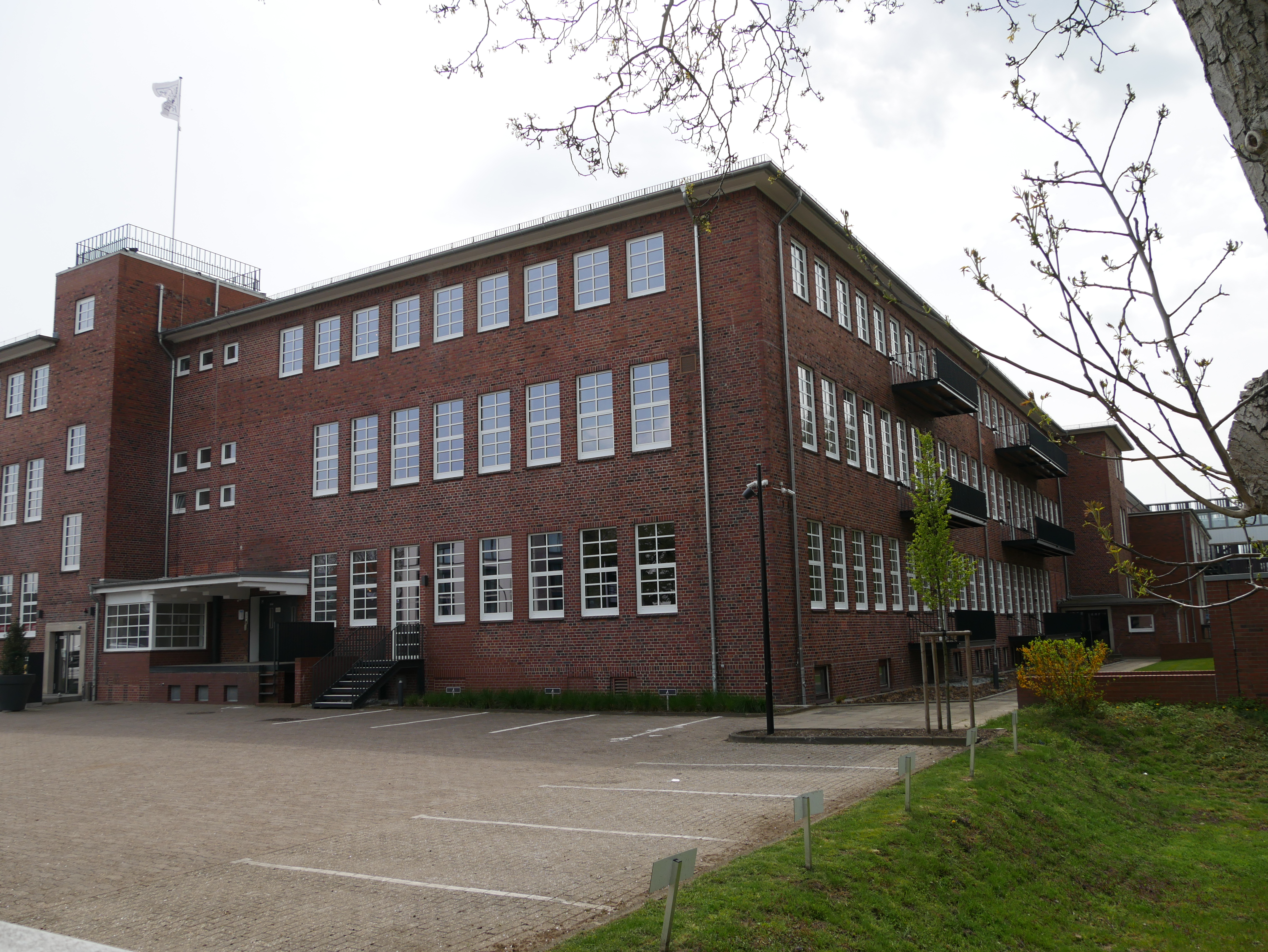
Gebäude Hermann-Ritter-Straße 108/112, Ecke Am Tabakquartier (2021)

Rund 200.000 m² Brutto-Gewerbefläche (BGF) sollen im Quartier entstehen. Entstanden sind auf 75.000 m² Grundstücksflächen für um 300 Unternehmen mit rund 4000 Arbeitsplätzen:
- Die Fabrik mit ca. 50.000 m² BGF auf drei Geschossen für Bürolofts mit Cafés und Restaurant (bis 2020/24)
- Alter Tabakspeicher mit ca. 16.700 m² BGF auf 5 Geschossen für Bürolofts mit Café nach Plänen von Hans-Jürgen Hilmes und Ebba Lamprecht (bis 2020)[3]
- Dreigeschossige AtelierHäuser mit ca. 6000 m² BGF für 30 Bürolofthäuser (bis 2023)
- Alter Tabakspeicher II mit ca. 16.700 m² BGF auf 5 Geschossen für Bürolofts (bis 2022)
- Fünf- bis sechsgeschossiges FORUM an der Senator-Apelt-Straße von 2022/23 für Büros und Gewerbe auf ca. 9000 m² BGF nach Plänen von Hilmes und Lamprecht Architekten[4]
- Mehrere Läden am und im Quartier
- Weitere Gewerbeneubauten sind im Quartier in Planung.

### Freizeit und Kultur
- Das Heizwerk von 1951 wurde zu einer Eventlocation mit Platz für bis zu 400 Gäste zwischen alten Kesseln und Öfen (ab 2020)
- Das Restaurant in der Fabrik (ab 2020)
- Das Fitnessstudio in der Fabrik (ab 2021)
- Die Kita im Quartier für 60 Kinder in der Fabrik (ab 2021)
- Ein Café im Alten Tabakspeicher (ab 2021)
- Das vier- bis siebengeschossige Hotel Atlantic Hotels mit rund 100 Betten (ab 2021)
- Eine Bäckereiverkaufsfiliale mit Café in der Fabrik (ab 2021)
- Das Boulevardtheater Bremen für bis zu 400 Plätze in Halle 1: Das Weyher Theater von 1997 errichtet hier eine Dependance (ab 2021)
- Das Restaurant Justus in der Fabrik (ab 2021)
- Norddeutschlands größte Boulderhalle von der Boulder Base Bremen (ab 2022)
- Der Orchestersaal für die Bremer Philharmoniker mit 373 Plätzen (ab 2022)
- Das Zentrum für Kunst (ZfK) auf ca. 5000 m² (ab 2022)
  - Das ZfK wird in dem 100 Jahre alten Produktionsgebäude eingerichtet, hier tagt der Zentrumsbeirat.[5]
- Das Quartier der grünen Freiräume mit einem Highline-Garten (ab 2019) auf einer kleinen Plattform sowie einer Laufstrecke (ab 2023)

### Parkhäuser, Verkehr
- Parkhochhäuser (Mobilitätshäuser MOBI 1–3) sollen 1000 Autostellplätze sowie Bike-, Lastenbike- und Car-Sharing, E-Roller sowie E-Ladestationen bieten; das erste siebengeschossige Haus mit 270 Pkw- und 200 Fahrradstellplätzen entstand nach Plänen der Bremer Goldbeck GmbH und Hilmes + Lamprecht an der Straße Am Tabakquartier.
- Das Quartier wird durch die Buslinien 24 und N3 in der Hermann-Ritter-Straße und die Linie 63 Haltepunkt Warturmer Heerstraße erreicht.